# Karpiwzi (Schytomyr)
Karpiwzi (ukrainisch Карпівці; russisch Карповцы Karpowzy) ist ein Dorf im Süden der ukrainischen Oblast Schytomyr mit 1574 Einwohnern (2017).
Das erstmals 1714 schriftlich erwähnte Dorf gehört seit Ende 2018 administrativ zur Landgemeinde Wilschanka. Bei der Volkszählung im Jahr 2001 besaß das Dorf 2037 Einwohner.
Die Ortschaft lag bis 2020 im Süden des Rajon Tschudniw auf einer Höhe von 242 m an beiden Ufern des Teteriw, 9 km südlich vom Gemeindezentrum Wilschanka, 14 km südlich vom ehemaligen Rajonzentrum Tschudniw und 63 km südwestlich vom Oblastzentrum Schytomyr.